# Republica Democratică Afganistan
Republica Democratică Afganistan a fost un stat socialist situat pe actualul teritoriu al Afganistanului. Țara a fost creată în urma abolirii monarhiei, proclamarea republicii, preluarea puterii în stat de către Partidul Democratic al Poporului, iar mai apoi de către invazia U.R.S.S. Republica Democratică Afganistan a existat timp de 14 ani, din 1978 până la desființarea sa în 1992.